# والتر فرانكلين (محامي)
والتر فرانكلين (بالإنجليزية: Walter Franklin)‏ هو قاضي ومحامي أمريكي، ولد في 17 مايو 1773 في نيويورك في الولايات المتحدة، وتوفي في 7 فبراير 1836 في مقاطعة لانكستر في الولايات المتحدة.